# تخم‌مرغ اسکاتلندی
تخم‌مرغ اسکاتلندی (انگلیسی: Scotch egg) یک تخم‌مرغ آب‌پز است که در سوسیس پیچیده، با آرد سوخاری پوشانده، و به صورت تنوری یا روغن‌پزی عمیق آماده شده‌است.